# Нидамський мочар
Нидамський мочар (дан. Nydam Mose), також відомий як Нидамське болото (дан. Nydam Bog) — археологічна пам'ятка скандинавської залізної доби, розташована біля міста Естер-Соттруп на півострові Сундевед, за вісім кілометрів від Сендерборга, регіон Південна Данія, Данія. Протягом 200—450 років нашої ери священне озеро, яке знаходилось в ті часи на місці Нидамського мочару використовувався як місце військових жертвопринесень. Під час археологісних розкопок, проведених тут в XIX столітті, були виявлені численні артефакти залізної доби, а також три дерев'яні човни, зокрема 23-метровий дубовий Нидамський човен.

## Історія

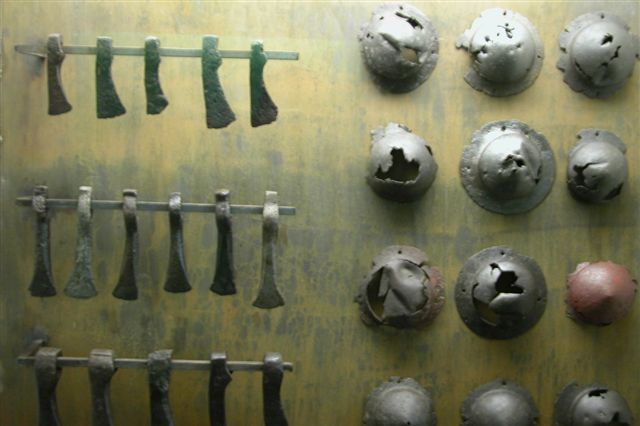
Об'єкти, знайдені в Нидамському мочарі, в експозиції Готторфського замку.

У залізну добу територія Нидамського мочара було священним місцем, де протям 200—400 років нашої ери приносили в жертву зброю та кораблі переможених ворогів на знак подяки місцевим богам за дарування перемоги над супротивником. Під час ритуальних жертвоприношень багато речей перед принесенням у жертву було навмисно зіпсовано або знищено (зігнуто, зламано або розрубано на шматки).
Перші відомі знахідки з Нидамського мочара датуються 1830-ми роками, коли місцевий селянин знайшов і віддав своїм дітям як іграшки старовинні мечі та щити.
Перші розкопки в болоті проводив з 1859 по 1863 рік данський археолог Конрад Енгельгардт. Серед багатьох інших предметів він знайшов і розкопав у Нидамському мочарі три човни. Зокрема, 23-метровий довгий дубовий човен, широко відомий як «Нидамський човен», займає визначне місце серед знахідок данської залізної добиу, оскільки це одне з найстаріших відомих гребних суден у Північній Європі (хоча в 1920-х роках у Данії знайшли ще старіше судно — Йортспринзький човен). Робота Енгельгардта припинилася з початком Другої Шлезвізької війни на початку 1864 року.
Знахіки з Нідамського мочара відіграли важливу роль у національних конфліктах між Пруссією, пізніше Німеччиною та Данією, таких як Шлезвізька війна та Перша та Друга світові війни.

Під час  Другої Шлезвізької війни деякі знахідки з Нидамського мочара були втрачені, зокрема менший із двох вцілілих нидамських човнів, сосновий човен довжиною приблизно 19 метрів був розібраний і використаний військовими на дрова. За наслідками цієї війни увесь Шлезвіг було аннексовано Прусією. Знахідки з Нидаму і нидамський човен увійшли до так званої «Фленсбурзької колекції», яку Конрад Енгельгардт намагався врятувати для Данії після закінчення війни в 1864 році і передачі Шлезвіга Прусії. Колекція була упакована в коробки та спочатку розміщена в Нордборзі на Альсі. Звідси колекція перемістилася на склад у Корсорі. Тим не менш, згідно з спеціальним застереженням в мирному договорі, Фленсбурзька колекція разом з Нидамським човном була передана Прусії у 1867 році,

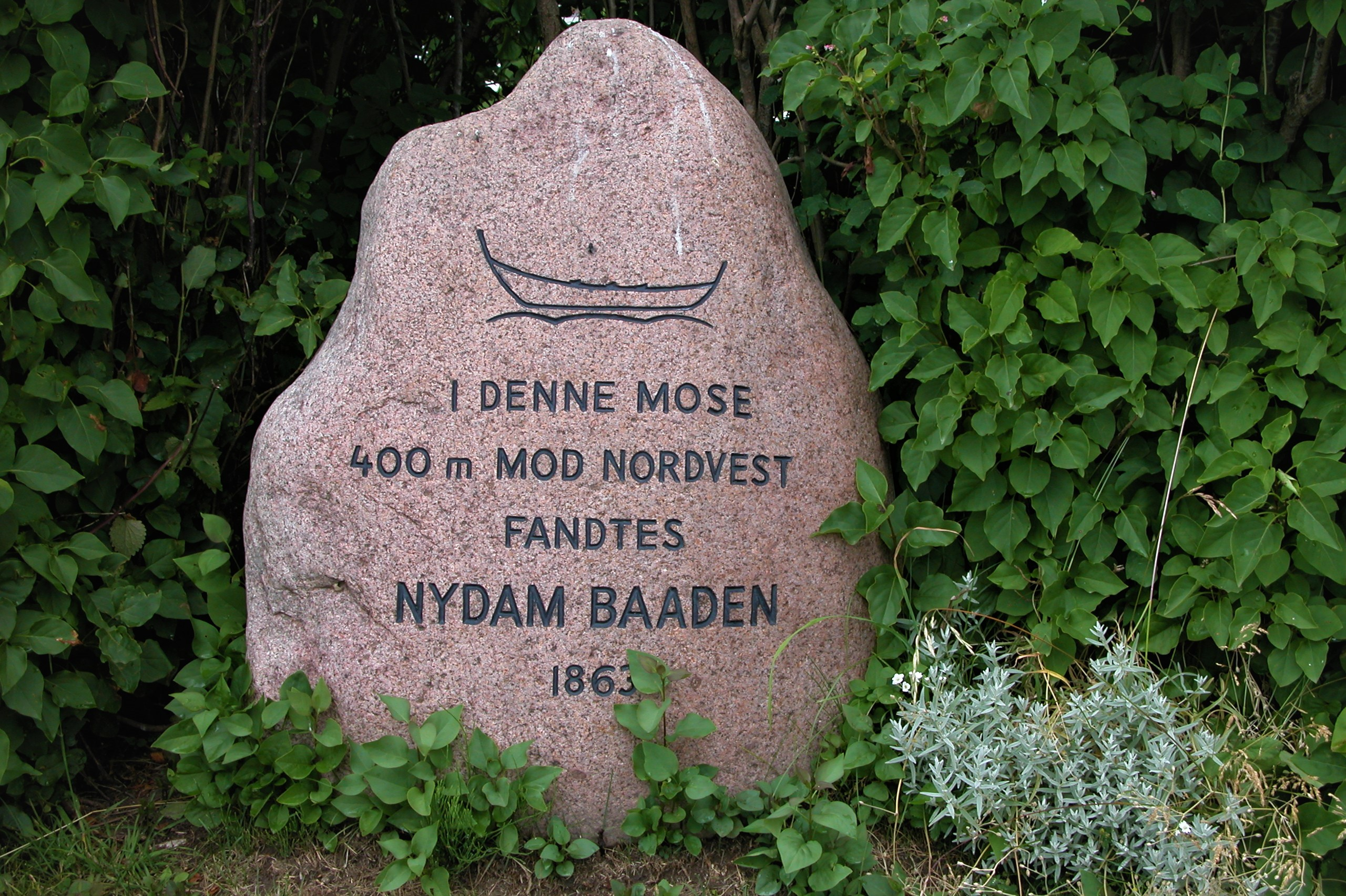
Пам'ятний камінь, встановлений біля місця знаходження Нидамського човна

У 1877 році знахідки з Нидаму в складі Фленсбурзької колекції були передані до Музею національних старожитностей у Кілі та виставлені там на горищі будівлі. 
У 1920 році, після Першої світової війни (яку Німеччина програла, тоді як Данія була нейтральна), в північному і центральному секторах Шлезвіга за пропозицією Антанти провели Шлезвіські плебісцити про майбутню територіальну приналежність земель. У Північному Шлезвігу 80 % проголосувало за приєднання до Данії, тоді як у центральному 75 % - за те, щоб залишитися у складі Німеччини. Відповідно до плебісциту, нова межа пройшла за декілька десятків кілометрів південніше Нидамського мочара і археологічний сайт знову опинився на території Данії. Тим не менш, не зважаючи на результати плебісцитів і повернення захоплених територій Данії, Фленсбурзька колекція, Нидамський човен та інші знахідки з Нидаму залишились в Німеччині.
Під час Другої світової війни Нидамський човен було вивезено з Кіля та збережено на баржі на озері Мельнер, де музейні експонати неушкодженими пережили війну. У 1946 році його було доставлено через Кільський канал, Балтійське море та Шлей до Державного археологічного музею Шлезвіг-Гольштейна у Готторфському замку в Шлезвігу, де він з того часу експонується у Нидамській залі, незважаючи на вимоги Данії щодо його повернення, що звучали після обох Світових війн.
Нині ділянка колишнього Нидамського мочара є зеленою левадою. На автомобільній дорозі, що веде до археологічного сайту (дан. Nydamvej), є доступна парковка. Звідси стежка (дан. Nydamstien) веде до маленького білого будиночка (дан. Nydamhuset), який розташований поруч із місцем археологічних відкриттів. Піша прогулянка від парковки займає приблизно 10 хвилин.

## Розкопки

### Перші розкопки

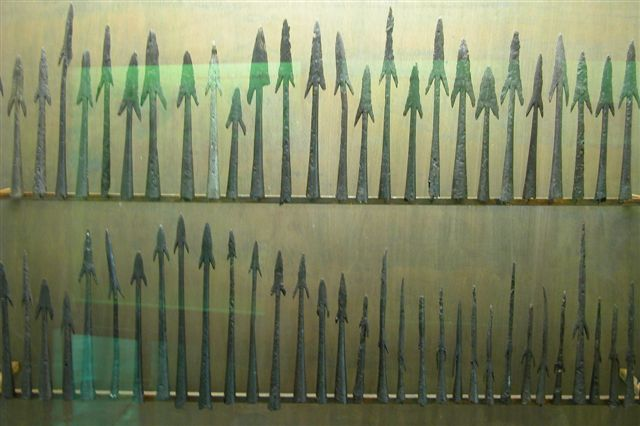
Залізні наконечники списів та стріл, знайдені в Нидамському мочарі

Перші системні археологічні розкопки Нидамського мочара проводив в 1859—1863 роках данський археолог Конрад Енгельгардт. Він знайшов зброю, інструменти, шматки одягу та два непошкоджених човни клінкерного типу, один із дуба, а другий із сосни. Зброя включає списи, списи, луки, стріли та круглі щити. Під цими знахідками Енгельгарт виявив залишки третього човна, який, мабуть, був зруйнований ще під час жертвопринесення.
Робота Енгельгардта припинилася з початком Другої Шлезвізької війни на початку 1864 року, по результатам якої увесь Шлезвіг увійшов до складу Пруссії. Під час війни деякі знахідки з Нидамського мочара були втрачені, зокрема менший із двох вцілілих нидамських човнів, сосновий човен довжиною приблизно 19 метрів був розібраний і використаний військовими на дрова.

### Другі розкопки
У 1989 році Національний музей Данії відновив розкопки Нидамського мочара. Під час других розкопок було виявлено велику кількість зброї у вигляді мечів, списів, луків і стріл, а також особисті речі, такі як пряжки ременів, брошки та декоративні застібки. Ці знахідки залізної доби відносяться до періоду 250—550 років нашої ери.

## Нидамське товариство
Інтерес до археологічних знахідок з Нидамського мочара завжди був особливо жвавим у цьому прикордонному регіоні. Відкриття в Нидамі були і залишаються важливою темою у відносинах між данською та німецькою культурними спільнотами. На цій основі в 1983 році створили «Товариство дослідження Нидама» — широко відоме як Нидамське товариство. Робота ініціативної групи товариства сприяла відновленню дослідження на місці Нидамського мочара Національним музеєм Данії.

## Нидамський човен

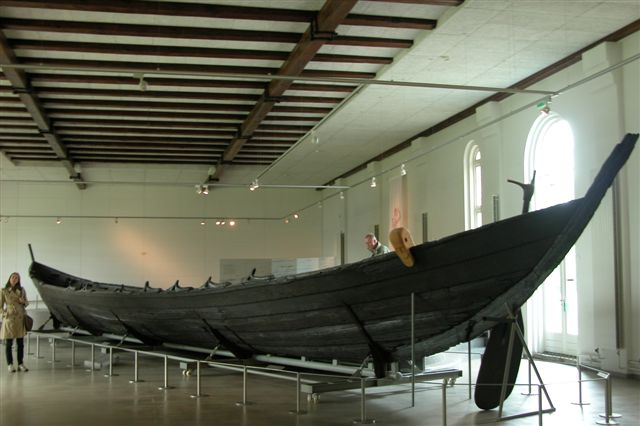
Дубовий Нидамський човен в експозиції замку Готторф, Шлезвіг, Німеччина

Данський археолог Конрад Енгельгардт відкрив Нидамський човен 17 серпня 1863 року. Дубовий човен був першим і найбільшим із трьох човнів, знайдених у Нидамському болоті і єдиним, що зберігся до нашого часу (сосновий човен був повністю знищений під час Другої Шлезвізької війни). Його деревина була датована за допомогою дендрохронологичних методів 310—320 роками нашої ери. Він має 23 метри завдовжки і біля 3,5 метрів завширшки. Дошки обшивки корпуса з'єднані між собою внапусток (за клінкерною технологією). Човен важив понад три тонни, мав 14 пар весел і, ймовірно, мав команду приблизно з 45 чоловік. 

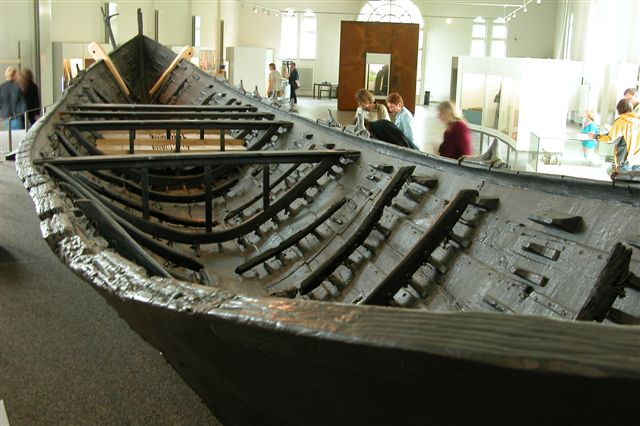
Внутрішній вид Нидамського човна

Човен був побудований приблизно в 320 році і затоплений в Нидамському мочарі вже в 340 році. Це відбулось на початку так званого Великого переселення народів, коли різні племена в південній Ютландії воювали між собою та новоприбулими племенами. Тому припускають, що човен було захоплено у битві між деякими з цих племен. Юти, англи та сакси, ймовірно, використовували подібні до Нидамського човна кораблі, щоб дістатись до Англії в IV та V століттях.
Після закінчення Другої Шлезвізької війни (1864) Данія була змушена передати Нидам і всі знахідки з Нидамського мочара Пруссії, і нині Нидамський човен експонується у Готторфському замку у Шлезвігу, Німеччина.

## Галерея

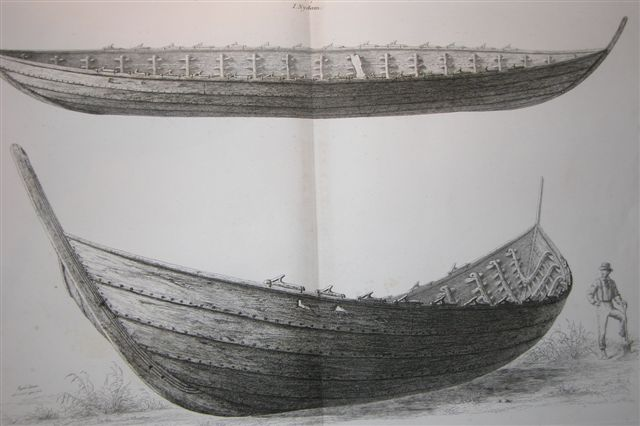
Малюнок човна Енгельгардта
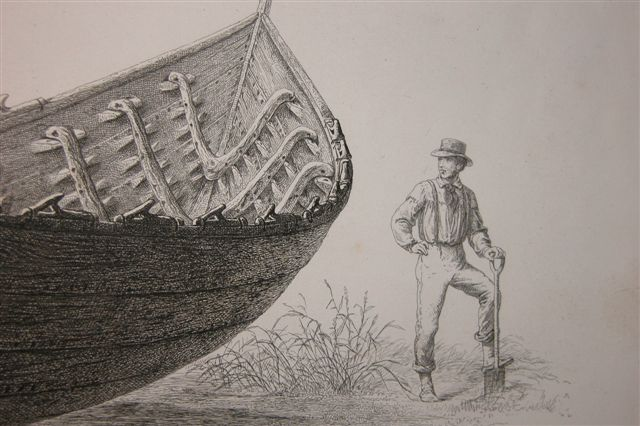
Енгельгардт на фоні знайденого човна
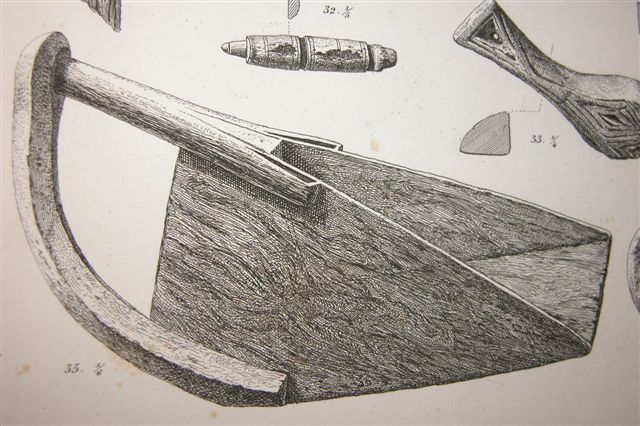
Деталі з соснового човна
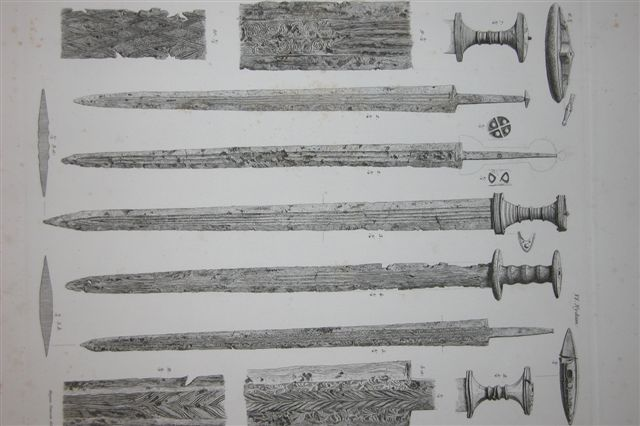
Знайдені в Нидамі мечі
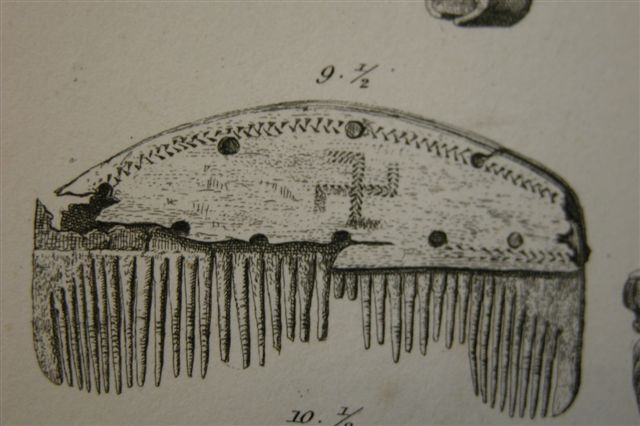
Знайдений у болоті гребінець III або IV століття зі свастикою